# カトパン
『カトパン』は、2008年度フジテレビ新人アナウンサーの加藤綾子が司会を務めた、フジテレビの深夜トークバラエティ番組。フジテレビ新人アナウンサーによる『○○パン』シリーズの第4弾で、加藤の愛称にもなっている。

## 概要
- 当番組は、2008年9月26日まで放送していた生野陽子（フジテレビアナウンサー）司会による『ショーパン』を引き継ぐ番組であり、2008年10月13日にスタートした。『チノパン』、『アヤパン』、『ショーパン』と続いた『○○パン』シリーズの第4弾の番組である。
- 放送時間は、原則として火曜日 - 金曜日未明（月曜日 - 木曜日深夜）の0:35 - 0:45となっていた。火曜日未明（月曜日深夜）は基本的に生放送。土曜日の0:35にはフジテレビ On Demandで『カトパンFriday』が配信されており、こちらは1週間ごとに更新された。
- 『ショーパン』時代にあった曜日別のテーマは当番組では存在しなかった。
- 番組のエンディングでは、ゲストと加藤が写真を撮る。しかし、エンディングのCM明けにすでに撮り終わっていることもあった。
- 毎週月曜日未明（日曜日深夜）に放送されている『アナ★バン!』の「相談しよう」コーナーにおいて、阿部知代アナが「チヨパン」に扮して後輩アナからの相談を受けるスタジオに『カトパン』のスタジオが使われている。因みに、セットは『とくダネ!』のセットの逆側に組まれていた。原田泰造がゲストの際にカトパンのセットから出てカメラ前を通り過ぎて『とくダネ!』のセットに至るシーンが放映された。
- 『ショーパン』から引き続き、水曜日のみタイトルコールが独特である。「週の真ん中水曜日、真ん中カトパン熱くなれ、パンパンレディゴー」と掛け声をかける。
- 加藤は当番組の後継番組である『イケタク』でもアシスタントを務めた。
- 同時期の2009年4月から、日テレ系『おもいッきりDON!』のコーナーで、夏目三久アナがパンを紹介する「ミクパン」というコーナーがあった。タイトルロゴやキャラクターも『○○パン』シリーズをもじったもので、タイトルコールも行っており、番組テーマの「Bachelor Pad」も使われていた。
- 当番組終了と同時に『○○パン』シリーズは半年間途絶えたが、2009年10月13日から2009年度フジテレビ新人アナウンサーの松村未央が司会を務める『ミオパン』がスタートした。

## 沿革
- 2008年10月14日：第一回放送ゲストは、先輩アナウンサーである高島彩（アヤパン）と生野陽子（ショーパン）の二名がゲストとして迎えられた。
- 2008年12月16日 - 19日：2008年の放送の最終週は「HOT☆FANTASY ODAIBA スペシャル」と題して、同期の椿原慶子アナとコンビで司会を務めた。なお、「HOT☆FANTASY ODAIBA」では、この番組で加藤が考案した「カトパン 逆チーズフォンデュパン」が発売された。
- 2009年2月10日 - 12日：「脳に効くコルテオスペシャル」と題してゲストに茂木健一郎を迎えて放送された。
- レギュラー放送は2009年3月20日で終了し、4月1日の0:35 - 2:35に「カトパン卒業試験SP」の最終回2時間SPを以って完全終了となった。
- 2013年4月7日の2:00 - 2:10や2013年4月8日の0:25 - 0:35に「カトパン2013〜ダイバーシティ東京劇的1周年記念SP〜」として二夜限りの復活放送を行った。
- 2017年4月7日、加藤綾子がゲスト出演した日本テレビ系『アナザースカイ』にて、第1回の一部が放送された。

## 曜日別コーナー
番組開始当初は曜日別に固定されていなかったが、のちに以下のように固定されている。

### 月曜
生放送のため、コーナーではなくフリートークが多い。

### 火曜
あとスケ
『カトパン』終了後のゲストの予定を紹介する。

### 水曜
好き嫌いマトリックス
縦軸を「好き」・「嫌い」、横軸を「右脳的」「左脳的」に分けた図に、あらかじめゲストに関係のあるキーワードを貼り付けておき、それをもとにトークをする。

### 木曜
カトパンドリル
これが分かればゲストの全てが分かるという3～4問の質問をゲストに解いてもらう。

### 金曜
カトパンFriday（インターネット配信のみ）
内容的には「ショーパンFriday」と変わらない。しかし、『ショーパン』時代はCMの裏側を見ることができたが、『カトパン』ではCMを挟まずにしかも毎回10分を超えて配信されている。このコーナーの中で、「カトパン」にちなみ、加藤アナが何種類かのパンを考案。その中のひとつ「カトパン 逆チーズフォンデュパン」が「HOT FANTASY ODAIBA」で販売された。

## 同時ネット放送局
- 同時ネット放送局は『ショーパン』から引き続き以下の4局。
  - フジテレビ
  - 岩手めんこいテレビ
  - 仙台放送
  - テレビ静岡

## テーマ曲
- Bachelor Pad （Fantastic Plastic Machine）

## スタッフ
- フロアディレクター：
  - 平山圭介・市村智哉（月曜）
  - 曽我和隆（火曜）
  - 西村拓也（水曜）
  - 河本晃典（木曜）
- ディレクター：
  - 加藤智章（月曜）
  - 田中孝明（火曜）
  - 福山晋司（水曜）
  - 木月洋介（木曜）
- プロデューサー：
  - 坪井貴史（月曜）
  - 三浦淳（火曜）
  - 石川綾一（水曜）
  - 濱野貴敏（木曜）
- チーフプロデューサー：清水宏泰／
  - 宮道治朗（月曜）
  - 神原孝（火曜）
  - 佐々木将（水曜）
  - 石井浩二（木曜）
- 制作著作；フジテレビ